# Бронсон (Мічиган)
Бронсон (англ. Bronson) — місто (англ. city) в США, в окрузі Бранч штату Мічиган. Населення — 2307 осіб (2020).

## Географія
Бронсон розташований за координатами 41°52′20″ пн. ш. 85°11′27″ зх. д. / 41.87222° пн. ш. 85.19083° зх. д. (41.872087, -85.190768).  За даними Бюро перепису населення США в 2010 році місто мало площу 3,55 км², з яких 3,54 км² — суходіл та 0,01 км² — водойми.

## Демографія
Згідно з переписом 2010 року, у місті мешкало 2349 осіб у 834 домогосподарствах у складі 568 родин. Густота населення становила 662 особи/км².  Було 946 помешкань (267/км²).
Расовий склад населення:
| - 89,8 % — білих - 0,8 % — чорних або афроамериканців - 0,6 % — корінних американців - 0,6 % — азіатів - 6,2 % — осіб інших рас |

До двох чи більше рас належало 2,1 %. Частка іспаномовних становила 15,4 % від усіх жителів.
За віковим діапазоном населення розподілялося таким чином: 31,1 % — особи молодші 18 років, 58,6 % — особи у віці 18—64 років, 10,3 % — особи у віці 65 років та старші. Медіана віку мешканця становила 30,8 року. На 100 осіб жіночої статі у місті припадало 97,4 чоловіків;  на 100 жінок у віці від 18 років та старших — 90,7 чоловіків також старших 18 років.
Середній дохід на одне домашнє господарство  становив 44 758 доларів США (медіана — 39 194), а середній дохід на одну сім'ю — 49 892 долари (медіана — 41 205). Медіана доходів становила 38 370 доларів для чоловіків та 26 719 доларів для жінок. За межею бідності перебувало 32,0 % осіб, у тому числі 52,2 % дітей у віці до 18 років та 13,7 % осіб у віці 65 років та старших.
Цивільне працевлаштоване населення становило 1027 осіб. Основні галузі зайнятості: виробництво — 24,3 %, мистецтво, розваги та відпочинок — 18,9 %, роздрібна торгівля — 16,2 %, освіта, охорона здоров'я та соціальна допомога — 15,0 %.